# Ambassade des États-Unis en Libye
L'ambassade des États-Unis en Libye est la représentation diplomatique des États-Unis en Libye.

## Histoire
En 1979 se déroule la prise de la Grande Mosquée de La Mecque par des fondamentalistes islamistes et opposants à la famille royale saoudienne. En Iran, l'ayatollah Khomeini affirme lors d'une émission radiodiffusée que les États-Unis sont à l'origine de la prise d'otage. Cette rumeur se propage très rapidement dans la région du golfe Arabo-Persique. À Islamabad, capitale du Pakistan, le 21 novembre 1979, le lendemain de l'attaque, une foule en colère prend d'assaut l'ambassade américaine et y met le feu. Une semaine plus tard, la même chose se déroule dans les rues de Tripoli en Libye où l'ambassade américaine est détruite dans un incendie le 2 décembre. D'autres attaques ont lieu en Turquie, au Bangladesh et au Koweït.

## Ambassadeurs
- Andrew Green Lynch (24 décembre 1951 - 6 mars 1952), chargé d'affaires
- Henry Serrano Villard (6 mars 1952 - 24 juin 1954)
- John L. Tappin (16 novembre 1954 - 17 mars 1958)
- John Wesley Jones (17 mars 1958 - 20 décembre 1962)
- Edwin Allan Lightner (27 mai 1963 - 30 juin 1965)
- David D. Newsom (16 octobre 1965 - 21 juin 1969)
- Joseph Palmer II (9 octobre 1969 - 7 novembre 1972)
- Harold G. Josif : (novembre 1972 - décembre 1973), chargé d'affaires
- Robert A. Stein : (décembre 1973 - décembre 1974), chargé d'affaires
- Robert Carle : (janvier 1975 - août 1978), chargé d'affaires
- William L. Eagleton : (août 1978 - février 1980), chargé d'affaires

Fermeture de l'ambassade le 2 mai 1980
- Gregory L. Berry (31 mai 2006 - 10 octobre 2006), chargé d'affaires par intérim
- Charles O. Cecil (15 novembre 2006 - 11 juillet 2007), chargé d'affaires par intérim
- Gene Cretz (11 janvier 2009 - 15 mai 2012)

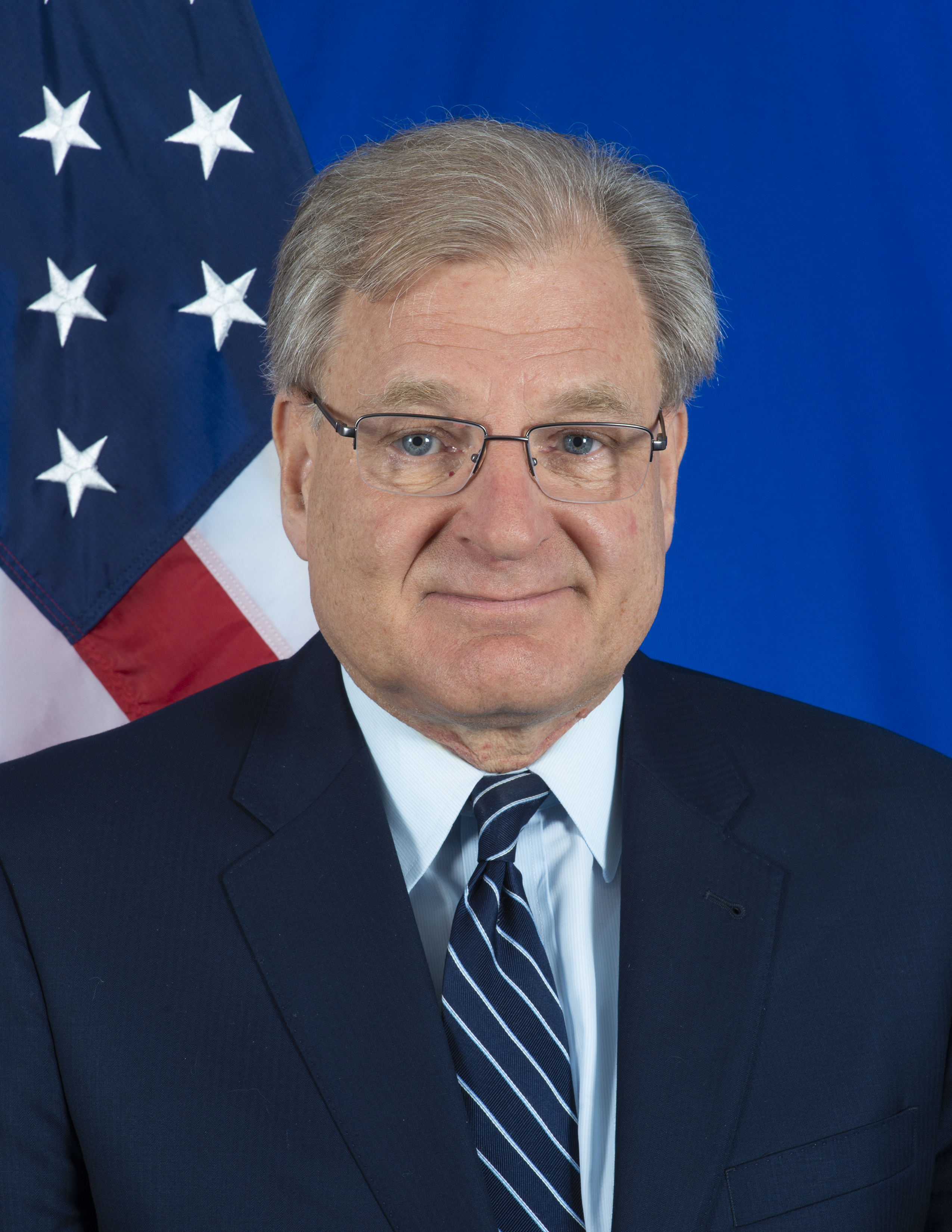
Richard B. Norland, ambassadeur de 2019 à 2022.

- J. Christopher Stevens (7 juin 2012 - 11 septembre 2012)
- Laurence Pope (11 octobre 2012 - 4 janvier 2013), chargé d'affaires par intérim
- William Roebuck (4 janvier 2013 - mai 2013), chargé d'affaires par intérim
- Deborah Jones (20 juin 2013 - novembre 2015)
- Peter W. Bodde (15 novembre 2015 - 19 décembre 2017)
- Richard Norland (8 août 2019 - 8 septembre 2022)
- Leslie Ordeman (depuis le 8 septembre 2022), chargé d'affaires par intérim